# Erdővágás
Erdővágás (1899-ig Richwald, szlovákul: Richvald) község Szlovákiában, az Eperjesi kerület Bártfai járásában.

## Fekvése
Bártfától 8 km-re délnyugatra, a Tapoly felső folyása alatt fekszik.

## Története
A község területén már az újkőkorban is éltek emberek, ezt bizonyítja az a kőbalta, amit az eperjesi múzeumban őriznek. Kerültek elő még az i. e. 2500-1800-as évekből származó fésűs motívumú cseréptöredékek is.
A mai település a tatárjárást követő években keletkezett akkor, amikor németeket telepítettek erre a vidékre. Neve is a német Reichwald kifejezésből származik. Írásos dokumentumban azonban csak 1355-ben említik először abban az oklevélben, melyben más falvakkal együtt Perényi Miklós birtokaként szerepel. Ekkor már a falunak kőből épített temploma és vízimalma is volt. 1426-ban György nevű plébánosát is említik. 1427-ben 52 háztartást számláltak a faluban. 1529 és 1848 között Bártfa szabad királyi város fennhatósága alá tartozott. A 16. században lakói reformátusok lettek és a későbbiekben is megmaradt a református többség. 1700-ban tiszta luteránus falu volt, 1703-ban mindössze 23 katolikust számláltak. 1749-ben 245 evangélikus és 37 római katolikus, 1771-ben 372 evangélikus, 96 római katolikus és 19 görögkatolikus, valamint 20 zsidó vallású lakosa volt. 1785-ben 103 ház állt a faluban, melyekben 691 lakos élt. 1797-ben pestis pusztította a falu lakosait.
A 18. század végén Vályi András így ír róla: „RICHVALD. Tót falu Sáros Várm. földes Ura Bártfa Városa, lakosai katolikusok, fekszik Bártfához fél mértföldnyire; határja hegyes, és sovány, fája, réttye, legelője van, lakosai fuvarozással is keresik élelmeket.”
1818-ban ismét pestis ritkította a falu lakosait. 1828-ban 110 házában 813-an laktak. 1831-ben kolerajárvány pusztított. 1847-ben 1056 lakosa volt, közülük 611 evangélikus, 391 római katolikus, 12 görögkatolikus és 42 zsidó vallású.
Fényes Elek 1851-ben kiadott geográfiai szótárában így ír a faluról: „Richvald, tót falu, Sáros vármegyében, Bártfához dél-nyugotra 1 órányira: 503 kath., 428 evang., 36 zsidó lak. Kath. paroch. templom. F. u. Bártfa városa.”
A trianoni diktátum előtt Sáros vármegye Bártfai járásához tartozott.

## Népessége
| Év:            | 1994. | 2004.   | 2014.   | 2024.   |
| -------------- | ----- | ------- | ------- | ------- |
| Emberek száma: | 1023  | 983     | 997     | 1023    |
| Eltérés:       |       | -3,91 % | +1,42 % | +2,60 % |

| Év:            | 2023. | 2024.   |
| -------------- | ----- | ------- |
| Emberek száma: | 1011  | 1023    |
| Eltérés:       |       | +1,18 % |

1910-ben 850, túlnyomórészt szlovák lakosa volt.
2001-ben 1004 lakosából 1000 szlovák volt.
2011-ben 974 lakosából 922 szlovák.

## Nevezetességei
- Szent Bertalan tiszteletére szentelt, római katolikus temploma a 14. század második felében épült gótikus stílusban, a 18. században barokk stílusban építették át. Legértékesebb emléke egy 1380 körül fából készített Madonna-szobor.
- Evangélikus temploma 1969-ben épült.